# Боон, Луи-Поль
Луи-Поль Боон (нидерл. Louis Paul Boon, 1912—1979) — бельгийский писатель и журналист. Лауреат национальных и международных литературных премий. Писал на нидерландском языке.

## Биография
Луи-Поль Боон родился 15 марта 1912 года в Алсте, Бельгия, в рабочей семье. В шестнадцать лет он оставил школу, чтобы помогать отцу в его малярной артели. Вечерами и по выходным Боон посещал местную Академию изобразительных искусств, однако был вынужден прекратить занятия из-за недостатка средств. В 1936 году будущий писатель женился. С началом Второй мировой войны он был призван в армию, попал в немецкий плен. Вернувшись в оккупированную Бельгию, устроился работать стекольщиком. К военному времени относятся первые литературные опыты Луи-Поля Боона. В 1942 году он неожиданно получает премию имени Лео Крайна за роман «Предместье растёт». Рукопись на конкурс втайне от мужа отправила жена писателя.
После войны Луи-Поль Боон в течение нескольких лет проработал журналистом. Его проза считалась в родной Бельгии безнравственной, и писателя не издавали. Известность на родине Боон получил лишь после того, как его книги вышли в соседних более терпимых Нидерландах. В остальной же Европе его узнали после публикации немецких переводов романов «Улица Капеллекенс» (1953) и «Лето в Тер-Мюрене» (1956). С этого момента Боон стал рассматриваться вероятным кандидатом на Нобелевскую премию по литературе, но престижную награду ему так и не довелось получить. В 1969 году Луи-Поль Боон практически оставил занятия литературой, посвятив себя живописи. Скончался писатель 15 мая 1979 года в возрасте 67 лет. Посмертная с оттенком скандальности слава Боона связана с его поздними эротическими романами «Непристойная юность Мике Маайке» (1972) и «Эрос и одинокий мужчина» (1980).

## Избранная библиография
- Предместье растёт / De voorstad groeit  (1943)
- Абель Галартс / Abel Gholaerts (1944)
- Забытая улица / Vergeten straat (1946)
- Моя маленькая война / Mijn kleine oorlog (1947)
- Менуэт / Menuet (1948)
- Улица Капеллекенс / De Kapellekensbaan (1953)
- Братья по оружию / Wapenbroeders (1955)
- Лето в Тер-Мюрене / Zomer te Ter-Muren (1956)
- Ничто не исчезает / Niets gaat ten onder (1956)
- Райская птица / De paradijsvogel (1958)
- Питер Данс / Pieter Daens (1971)
- Непристойная юность Мике Маайке / Mieke Maaike's obscene jeugd (1972)
- Книга гёзов / Het geuzenboek (1979)
- Эрос и одинокий мужчина / Eros en de eenzame man (1980)